# Ferdinand Münzenberger
Ferdinand Hermann Arnold Münzenberger (* 3. August 1846 in Lübeck; † 18. August 1924 in Berlin-Lichterfelde) war ein deutscher Architekt des Historismus. Schwerpunkt seines Wirkens waren öffentliche Bauten.

## Leben
Ferdinand Münzenberger stammte aus einer Pastorenfamilie, er war ein Sohn von Peter Hermann Münzenberger (1803–1886) und dessen Ehefrau Emmy Münzenberger geb. Lau. Sein Vater war Archidiaconus (2. Pastor) an der Lübecker Marienkirche und vielfältig engagiert, wofür er mit der Gedenkmünze Bene Merenti geehrt wurde. Ferdinand Münzenberger wurde benannt nach seinem Patenonkel Ferdinand Hirt, den der Vater Münzenbergers finanziell beim Aufbau seiner Verlagsbuchhandlung in Breslau unterstützt hatte. Heinrich Caspar Münzenberger war sein Großvater.
Nach seinem Studium kehrte Ferdinand Münzenberger nach Lübeck zurück. 1874 machte er dort mit seinem Wettbewerbsentwurf zum Bau des Doppel-Volksschulhauses Hinter der Burg an der Stelle der abgebrochenen Maria-Magdalenen-Kirche (Burgkirche) auf sich aufmerksam. Münzenbergers Entwurf gewann in diesem Architektenwettbewerb auf Anhieb den 1. Preis; stattdessen wurde jedoch der zweitplatzierte Entwurf des damaligen Harburger Stadtbaumeisters Karl Henrici ausgeführt. 1876/1877 lehrte Münzenberger vertretungsweise an der Lübecker Gewerbeschule. 1877 bildete er eine bis 1889 bestehende Bürogemeinschaft mit dem aus Stralsund stammenden Ernst (Joachim August) Dalmer (1851–1926).
1878 erhielt Münzenberger den Auftrag zum Bau der Lübecker Synagoge, die er als Kuppelbau im damals für Synagogenneubauten typischen maurischen Stil errichtete. Ansonsten folgte er dem Stil der Hannoverschen Architekturschule. Sein repräsentativer Neubau für die Deutsche Lebensversicherungs-Gesellschaft zu Lübeck, Königstraße 1–3, wurde 1880–1882 erbaut und verband modernste Einrichtungen im Innern mit einer Neorenaissance-Fassade.
Bei der Ausführung des von Ernst Hake entworfenen Gebäudes des Kaiserlichen Postamts auf dem Lübecker Markt übernahm Münzenberger die Bauleitung. Seine erste überregionale Aufgabe war der Entwurf für das Museum für das Fürstentum Lüneburg. Münzenberger entwarf vor allem öffentliche Bauten vom Schlachthof bis zum Schwimmbad, allerdings seit seiner schlechten Erfahrung von 1874 keine weiteren Schulgebäude mehr.
1889 zog er in die damals noch selbständige Gemeinde Lichterfelde bei Berlin. Er war seit 1876 verheiratet mit der Witwe Marie Sophie Magdalena Haerder geb. Styrup (1849–1939).

## Bauten und Entwürfe

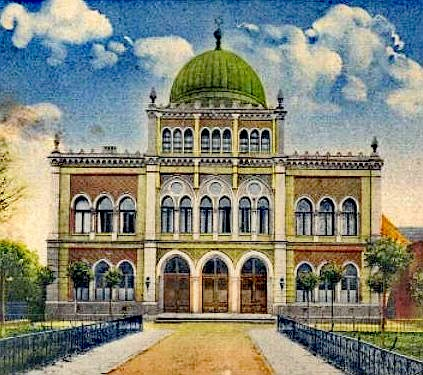
Lübecker Synagoge

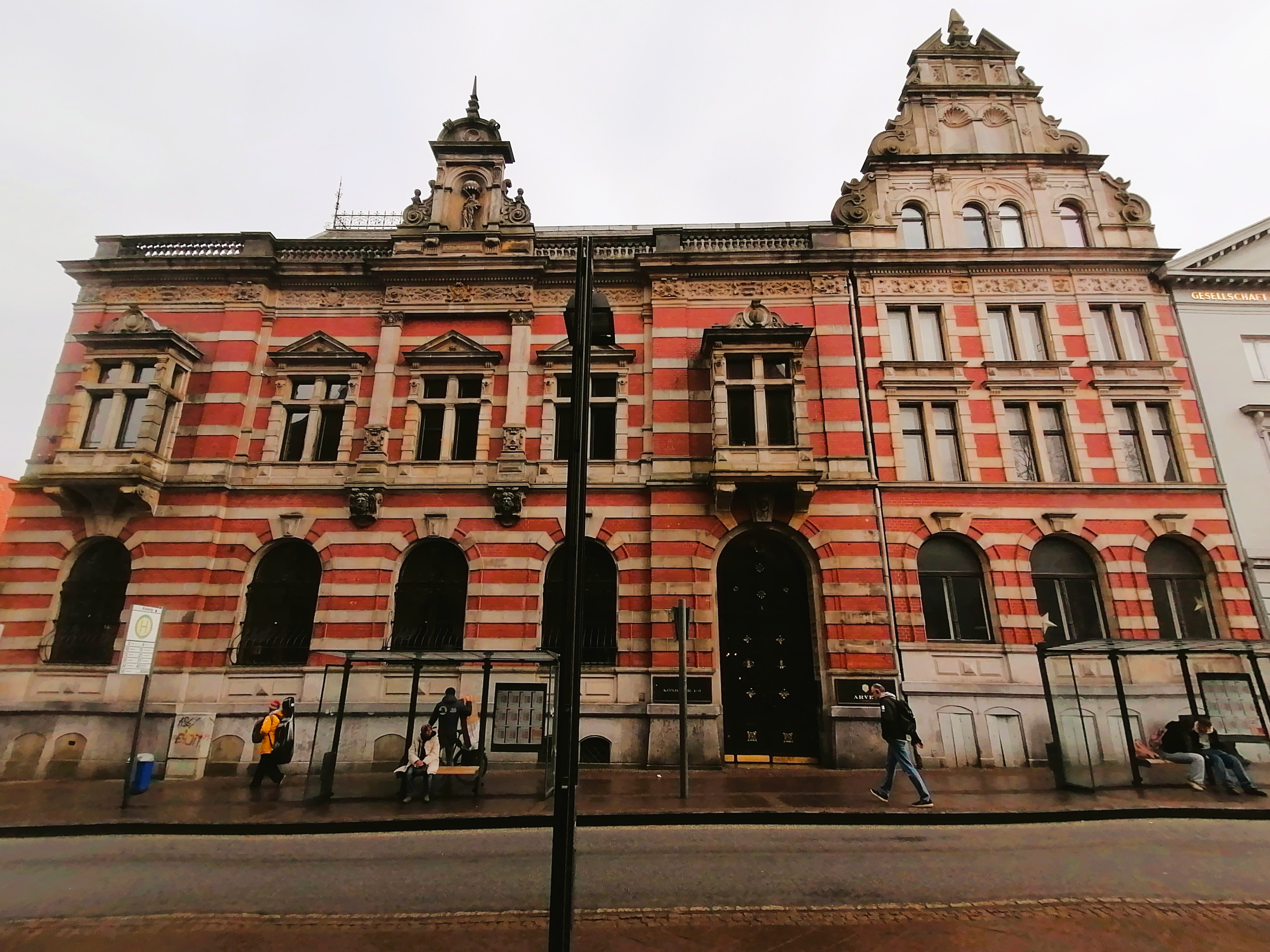
Verwaltungsgebäude Königstraße 1–3

- 1874: Wettbewerbsentwurf für die Burgschule in Lübeck (1. Preis, nicht ausgeführt)
- 1878–1880: Synagoge in Lübeck, St.-Annen-Straße 13 (Fassade stark verändert, unter Denkmalschutz)
- 1880–1882: Verwaltungsgebäude für die Deutsche Lebensversicherungs-Gesellschaft zu Lübeck AG in Lübeck, Königstraße 1–3 (unter Denkmalschutz)
- 1882–1883: Entwürfe für das Museum am Dom Lübeck (nicht ausgeführt)
- 1882–1884: Bauleitung für das Post- und Telegraphenamt in Lübeck am Markt (nicht erhalten)
- 1883–1884: Städtischer Schlacht- und Viehhof in Lübeck, Roddenkoppel (teilweise erhalten)
- 1887: Entwurf für einen Umbau des Lübecker Wollmagazins (Zeughaus) zum Gewerbehaus (nicht ausgeführt)
- 1887–1888: Städtischer Schlacht- und Viehhof in Wismar
- 1888–1891: Bauleitung für die Propsteikirche Herz Jesu in Lübeck, Parade (Entwurf von Arnold Güldenpfennig)
- 1889–1891: Museum für das Fürstentum Lüneburg in Lüneburg, Wandrahmstraße (teilweise erhalten)
- 1890: Städtischer Schlacht- und Viehhof in Stralsund
- 1890–1891: Synagoge in Eberswalde (1938 zerstört)
- 1895: Wettbewerbsentwurf für ein Hallen-Schwimmbad in Breslau (2. Preis, nicht ausgeführt)
- 1898: Wohnhaus in (Berlin-)Lichterfelde, Augustastraße 28b (unter Denkmalschutz)
- um 1900: Städtischer Schlacht- und Viehhof in Grevesmühlen
- 1906–1908: Stadtbad Steglitz in (Berlin-)Steglitz (mit Richard Blunck, unter Denkmalschutz)

## Schriften
- Geschäftshaus der Deutschen Lebensversicherungs-Gesellschaft zu Lübeck. In: Deutsche Bauzeitung, 18. Jahrgang 1884, Nr. 32 (vom 19. April 1884), S. 185
- Das neue Post- und Telegraphen-Gebäude zu Lübeck. In: Deutsche Bauzeitung, 18. Jahrgang 1884, S. 305, S. 309.

Außerdem war Münzenberger mit Illustrationen an einem Mappenwerk über den Lübecker Dom beteiligt:
- Theodor Hach: Der Dom zu Lübeck. 20 Blatt Abbildungen nach Aufnahmen des Architecten F. Münzenberger und des Photographen Johs. Nöhring. Ludw. Möller (Kommission), Lübeck 1885.